# 2251 Tikhov
A 2251 Tikhov (ideiglenes jelöléssel 1977 SU1) a Naprendszer kisbolygóövében található aszteroida. Nyikolaj Sztyepanovics Csernih fedezte fel 1971. szeptember 19-én.